# DuBouillon
Pour les articles homonymes, voir Bouillon.
 (février 2010).
Si vous disposez d'ouvrages ou d'articles de référence ou si vous connaissez des sites web de qualité traitant du thème abordé ici, merci de compléter l'article en donnant les références utiles à sa vérifiabilité et en les liant à la section « Notes et références ».
Alain Bouillon, alias DuBouillon, est un dessinateur et caricaturiste français, né le 30 octobre 1943 à Lyon. Devenant artiste, il rajoute une particule à son nom.

## Biographie
La carrière de DuBouillon a commencé très tôt, à Paris : en 1965, âgé de 22 ans, il publie son premier dessin dans Paris Match. Séduit par son style, l'hebdomadaire le publie pendant un an. Les « Gribouillons » de DuBouillon intéressent aussi les magazines Lui, Le Nouveau Candide, Adam et d'autres revues de la capitale. Il est publié à l'étranger : à Mayfair en Angleterre où il confie sa production à l'agence Camera. En Allemagne, ses dessins sont publiés chez Stern.
Toujours à Paris, en 1967, il entre aux Éditions Dargaud dans l'équipe du Journal de Tintin, où il occupe pendant deux ans la deuxième de couverture avec le dessinateur Reiser qui lui écrit des scénarios pour son personnage de l'époque : Gazoual. Toujours avec Reiser s'occupant des scénarios, il collabore avec le magazine Record pour lequel il crée un autre personnage avec son ami dessinateur Auguste : Tortax, une tortue volante jouant la justicière.
Après cette première période, DuBouillon se met à croquer les hommes politiques et l'actualité dans les années 1970, période durant laquelle il s'installe en Ardèche, se marie et fonde une famille avec trois enfants. De retour à Lyon, il devient le dessinateur attitré du quotidien Le Progrès, où il commente l'actualité. Le journal lui réserve une colonne dans l'édition du dimanche, où DuBouillon résume à sa manière l'actualité de la semaine. DuBouillon est aussi durant 35 ans le dessinateur attitré de Lyon Poche, un hebdomadaire culturel de Lyon.
DuBouillon a aussi collaboré avec Canal+ et signé une série de dessins animés de 100 épisodes de 15 secondes sur les JO de Barcelone en 1992 ; ses albums annuels forment une rétrospective de l'actualité et il a publié plusieurs albums consacrés aux mondiaux de football.
Depuis décembre 2023, la médiathèque de Nantua porte désormais le nom de « médiathèque DuBouillon ». L'inauguration a eu lieu en présence d'Alain DuBouillon et de Laurent Gerra le 13 décembre 2023,,

## Style de dessin
Le style de DuBouillon se caractérise par un dessin des personnages aux traits arrondis dont les certaines caractéristiques sont reconnaissables : un grand nez, une grande bouche, une houppette au sommet du crâne pour les messieurs, des rondeurs bien placées et des nœuds papillons sur les cheveux des femmes.

## Œuvres

### Bandes dessinées
- TINTIN hebdo - Les Gribouillons avec Reiser, Dargaud, à Paris, de 1967 à 1968
- RECORD Mensuel/GAZOUAL avec Reiser, Bayard Presse, à Paris, de 1967 à 1969 et de 1971 à 1974
- RECORD Mensuel/GAZOUAL avec Auguste, Bayard Presse, à Paris, de 1967 à 1969 et de 1971 à 1974
- Tortax avec Auguste, Dargaud, à Paris, 1974
- Rue Désirée, Éditions Lyon Poche, à Lyon, 1975
- Mensch, Herbert ! (10 numéros), Conpart Verlag GMBH, à Berlin, de 1989 à 1992
- L'œuf dans tous ses états (collectif), Glénat, à Paris, 1998
- Du Foot, Glénat, à Paris, 1998
- Futball, Mondadori, à Milan, 1998
- Mundial, Glénat, au Portugal, 1998
- Mundial, Glénat, en Hollande, 1998
- Les Treize à Table, Rhône Imprim, à Lyon, 1999
- Recettes des Bouchons Lyonnais, Rhône Imprim, à Lyon, 2000
- La clé du Ménagement est dans le tiroir du fond avec Chantereau, Village Mondial, à Paris, 2003
- Trop Forts Les Lyonnais avec Redon et Guillet, Ouest-France, en France, 2014

### Albums
- Les Gribouillons de DuBouillon, Lyon Poche, à Lyon, 1974
- Wer immer strebend sich bemüht..., Wilhelm Goldman Verlag, à Munich, 1976
- Wer immer strebend sich vergnügt, Wilhelm Goldman Verlag, à Munich, 1977
- Le Mondial, Glénat, à Grenoble, 1982
- Vakantiehumor, Mondria, en Hollande, 1984
- Les Gribouillons de DuBouillon - no 1, Odile Reynaud, à Lyon, 1985
- Les Gribouillons de DuBouillon - Informatiquement vôtre, Odile Reynaud, à Lyon, 1985
- Mundial, Glénat, à Grenoble, 1986
- Les Gribouillons de DuBouillon no 2 - Le noir et le rose, Odile Reynaud, à Lyon, 1986
- Man... oh man, Wilhem Heyne Verlag, à Munich, 1987
- Schöne Aussichten, Wilhem Heyne Verlag, à Munich, 1987
- Les semaines de DuBouillon - no 1, Le Progrès, à Chassieu, 1994
- Les semaines de DuBouillon - no 2, Le Progrès, à Chassieu, 1995
- Les semaines de DuBouillon - no 3, Le Progrès, à Chassieu, 1996
- Les semaines de DuBouillon - no 4, Le Progrès, à Chassieu, 1997
- Du foot, Glénat, Grenoble, 1998
- Les semaines de DuBouillon - no 5, Le Progrès, à Chassieu, 1998
- Les semaines de DuBouillon - no 6, Le Progrès, à Chassieu, 1999
- Les semaines de DuBouillon - no 7, Le Progrès, à Chassieu, 2000
- Les semaines de DuBouillon - no 8, Le Progrès, à Chassieu, 2001
- Les semaines de DuBouillon - no 9, Le Progrès, à Chassieu, 2002
- Les semaines de DuBouillon - no 10, Le Progrès, à Chassieu, 2003
- Les semaines de DuBouillon - no 11, Le Progrès, à Chassieu, 2004
- Les semaines de DuBouillon - no 12, Le Progrès, à Chassieu, 2005
- Les semaines de DuBouillon - no 13, Le Progrès, à Chassieu, 2006
- Les semaines de DuBouillon - no 14, Le Progrès, à Chassieu, 2007
- Les semaines de DuBouillon - no 15, Le Progrès, à Chassieu, 2008
- Les semaines de DuBouillon - no 16, Le Progrès, à Chassieu, 2009
- Les semaines de DuBouillon - no 17, Le Progrès, à Lyon, 2010
- Les semaines de DuBouillon - no 18, Le Progrès, à Lyon, 2011
- Les semaines de DuBouillon - no 19, Le Progrès, à Lyon, 2012
- Les semaines de DuBouillon - no 20, Le Progrès, à Lyon, 2013
- Les semaines de DuBouillon - no 21, Le Progrès, à Lyon, 2014
- Le Tour de DuBouillon, Édition Le Progrès et Le Dauphiné, 2015
- Les semaines de DuBouillon - no 22, Le Progrès, à Lyon, 2015
- Les semaines de DuBouillon - no 23, Le Progrès, à Lyon, 2016
- Les semaines de DuBouillon - no 24, Le Progrès, à Lyon, 2017
- Les semaines de DuBouillon - no 25, Le Progrès, à Lyon, 2018
- Les semaines de DuBouillon - no 26, Le Progrès, à Lyon, 2019

### Documentation
- 5000 dessinateurs de presse et quelques supports en France de Daumier à nos jours avec Solo, François & Saint-Martin, Catherine & Bertin, Jean-Marie, Groupe Té.Arte, à Paris, 1996
- Plus de 5000 dessinateurs de presse et AEDIS 600 supports en France de Daumier à l'an 2000, Solo, François & Saint-Martin, Catherine & Bertin, Jean-Marie, AEDIS, à Vichy, 2004

### Presse
- Lui - no 84, Presse-Office, à Paris, 20 janvier 1971
- Une minute de Silence - no 2, Une Minute de Silence, à Boulogne, juin 202
- Une minute de Silence - no 5, Une Minute de Silence, à Boulogne, septembre 2002

### Cartes postales
- 4e Salon de la carte postale et de l'affiche. Vénissieux, 1 C.P., Cartaphil, 1988
- 7e Salon de la carte postale et de l'affiche. Vénissieux, 1 C.P., Cartaphil, 1991

### Calendriers
- Calendriers (Jollyday, Fussball), Heye, à Hambourg, 1992-1995
- Bon appétit, Heye, à Hambourg/Munich, 1994
- World of cartoons (collectif), Te Neues Verlag, à Hambourg, 1996
- Calendrier 1997, Te Neues Verlag, Hambourg, 1997

### Participations
- Pardon. Erotikon, Bärmeier & Nikel, à Frankfurt/Main, 1969
- 11e Salon International de la Caricature [catalogue], Montréal, Canada, 1974
- Antifasismos [catalogue], Athènes, Grèce, 1975
- Signalétique illustrée des panneaux Autoroutiers Rhône-Alpes AREA, Parcours Lyon-Grenoble- Chambéry-Genève, de 1978 à 1990
- Cartes postales : série humoristique sur le thème du ski, éditions André, Grenoble, de 1980 à 1990
- 85 affiches réalisées pour Mouvement Français Pour La Qualité, Rhône-Alpes, de 1981 à 1998
- Le dessin de presse [dossier no 1], André Baur, à Thionville, 1984
- Calendriers illustrés  sur le thème de la qualité et sécurité dans l'entreprise, Groupe Véolia-Dalkia-CGC, de 1987 à 1998
- St-Just le Martel, capitale du sourire [catalogue], Saint-Just-le-Martel, en France, 1986
- Chacun son chat avec Lacroix et Georges, Fantôme, s.l., 1987
- 6e Salon de l'Humour, Saint-Just-le-Martel, en France, 1987
- L'œuf dans tous ses états, Glénat, à Grenoble, 1988
- M.B.S.A. Humour et management avec Brousse, Jean & Eysette, François, Le Cherche Midi, à Paris, 1988
- Salon International du dessin d'humour [catalogue], Saint-Just-le-Martel, en France, 1988
- Rire libre ou mourir, Dialogue et stratégie, à Paris, 1989
- 8e Salon international du dessin d’humour [catalogue], Saint-Just-le-Martel, en France, 1989
- 9e Salon international du dessin d’humour [catalogue], Saint-Just-le-Martel, en France, 1990
- 10e Salon international du dessin d’humour [catalogue], Saint-Just-le-Martel, en France, 1991
- Drôle de prise, Le Cherche Midi, à Paris, 1992
- Les Olympinades (dessins animés) - diffusées sur Canal Plus à l’occasion de Jeux Olympiques de Barcelone (100 épisodes), Coproduction VITAMINE- CANAL PLUS, 1992
- 11e Salon international du dessin d’humour [catalogue], Saint-Just-le-Martel, en France, 1992
- 12e Salon international du dessin d’humour [catalogue], Saint-Just-le-Martel, en France, 1993
- 13e Salon international du dessin d’humour [catalogue], Saint-Just-le-Martel, en France, 1994
- 7e Festival Images de la caricature [catalogue], Epinal, en France, 1995
- 14e Salon international du dessin d’humour [catalogue], Saint-Just-le-Martel, en France, 1995
- 15e Salon international du dessin d’humour [catalogue], Saint-Just-le-Martel, en France, 1996
- Festival National des Humoristes - Affiches du Festival 2018 [catalogue], Tournon-Tain l'Hermitage, 2018
- Festival Mundial de Caricatura [catalogue], Medellin, en Colombie, 1998
- Les chemins du partage [catalogue], La Rochelle, en France, 2001
- La Ficelle. Dessins Pourçain [catalogue], Saint-Pourçain, en France, de 2002 à 2019
- Ciel, mais où sont passées mes lunettes ?! avec Hubel et Alice, Le Cherche Midi, à Paris, 2006
- 4e Festival du dessin de presse et d'humour [catalogue], Palavas les Flots, en France, 2007
- Affiche du spectacle Les Fumées du Pape de Dario Fau LE PALACE Festival d'Avignon [catalogue], en France, 2007
- L'Almanach du dessin de presse (collectif), Édition PATA PAN FECO, 2010
- L'Almanach du dessin de presse (collectif), Édition PATA PAN FECO, 2011
- L'Almanach du dessin de presse (collectif), Édition PATA PAN FECO, 2013
- L'Almanach du dessin de presse (collectif), Édition PATA PAN FECO, 2014
- Trait d'Humour - Festival du dessin de presse et caricature [catalogue], à St Jean-Cap-Ferra, en France, 2014
- Humour Vin et Vigne [catalogue], Jonzac, France, 2014
- Ridiculosa, Caricature et écologie - étude interdisciplinaire de Martine Mauvieux BNF, article DuBouillon "croquer le Monde avant qu'il ne nous croque", E.I.R.I.S. édition, 2019
- Exposition collective Coup de PRESSE'ion avec Faujour, Lefred Thouron, Nono et Pakman, galerie Art-Maniak, à Paris, 2019

## Récompenses
- 1992 : Prix Gaulois
- 1997 : Mention spéciale court-métrage de la biennale internationale du film sportif de Barcelone
- 2000 : Trophée Presse Citron de l'École des Arts appliqués Estienne, à Paris
- 2009 : Prix de la presse PQR au salon de la caricature de Saint-Just-le-Martel

## Liens annexes
- Ressources relatives à la bande dessinée :   - BD Gest'
  - Lambiek Comiclopedia
- Notices d'autorité :   - VIAF
  - ISNI
  - BnF (données)
  - IdRef
  - LCCN
  - WorldCat
- DuBouillon, « Portrait crash : DuBouillon par lui-même », sur dubouillon.fr (consulté le 1er juin 2021)
- Site officiel